# О птичках
«О пти́чках» (англ. For the Birds) — американский трёхминутный компьютерный анимационный фильм 2000 года, созданный компанией Pixar. Впервые был показан вместе с лентой «Корпорация монстров». Сценарий и постановка Ральфа Эгглстона. В 2002 году анимационная картина получила награду «Оскар» в номинации «Лучший короткометражный анимационный фильм».

## Сюжет
На провод телеграфной линии садится стайка птичек. Вскоре они начинают перебранку. Этот поток негатива прерывает чей-то возглас: притихшие птички видят нескладную большую птицу, сидящую на ближайшем столбе. Незнакомка дружелюбно приветствует их, однако те не настроены к общению с ней и высмеивают её забавно торчащие перья. Птица не обижается и вновь пристаёт к стае, но птички не отвечают, а, наоборот, отодвигаются подальше от столба, переговариваясь и подозрительно косясь на одинокую чудачку. Та не оставляет попыток подружиться и, взлетев, садится в середину стаи, заставляя своим весом провод сильно натянуться. Птички не могут удержаться и сползают вплотную к ней в две тесные кучки; птице это нравится, но стая сильно раздражена. Ближайшие к птице клюют её в бока, и та, вскрикнув, повисает на проводе вниз головой. Клюнувшие сползают вместе со всеми ещё ниже и после секундной паузы находят новый выход для отрицательных эмоций, начиная энергично клевать пальцы висящей птицы. Сочтя это забавным, остальные начинают с энтузиазмом поддерживать их. Впрочем, постепенно все, кроме увлечённо клюющей парочки, понимают, чем грозит им падение тяжёлой птицы с натянутого как тетива провода, но вошедших в раж птичек удаётся остановить слишком поздно: чудачка у самой земли соскальзывает вниз, и всю стаю, подобно стреле из лука, уносит ввысь. В конце концов, все птицы, и большая и маленькие, оказываются на земле. Большая птица остаётся в порядке, тогда как маленькие птицы после резкого взлёта теряют свои перья. Видя стаю, большая птица заливается смехом.